# Alinghi
Alinghi ist der Name einer Schweizer Yacht, die im Jahr 2003 als erstes europäisches Schiff den renommierten America’s Cup gewann. Im Jahre 2007 wurde die Trophäe erfolgreich verteidigt. Alinghi ist ein selbst kreierter Name seines Gründers und Besitzers Ernesto Bertarelli und seiner Schwester, als sie noch Kinder waren. Alle Boote, die Bertarelli seither besass, trugen diesen Namen. Er ist ein Schweizer Unternehmer der Biotechnologiebranche aus Genf mit italienischen Wurzeln.
Vor dem America’s Cup nahm Ernesto Bertarelli mit kleineren Yachten an Regatten teil.
Alinghi hat seine Heimbasis in der Schweiz und segelt unter der Flagge der Société Nautique de Genève. Die Hauptsponsoren sind die UBS und BT Infonet. Co-Sponsoren sind Audemars Piguet, SGS, Nespresso, MSC Cruises und North Sails.

## Teilnahme 2003

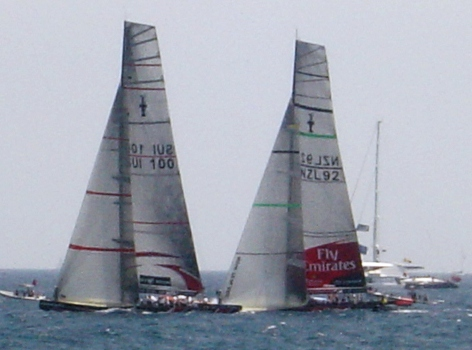
Alinghi (links) und Konkurrent Emirates Team New Zealand im 1. Rennen des 32. America’s Cups 2007

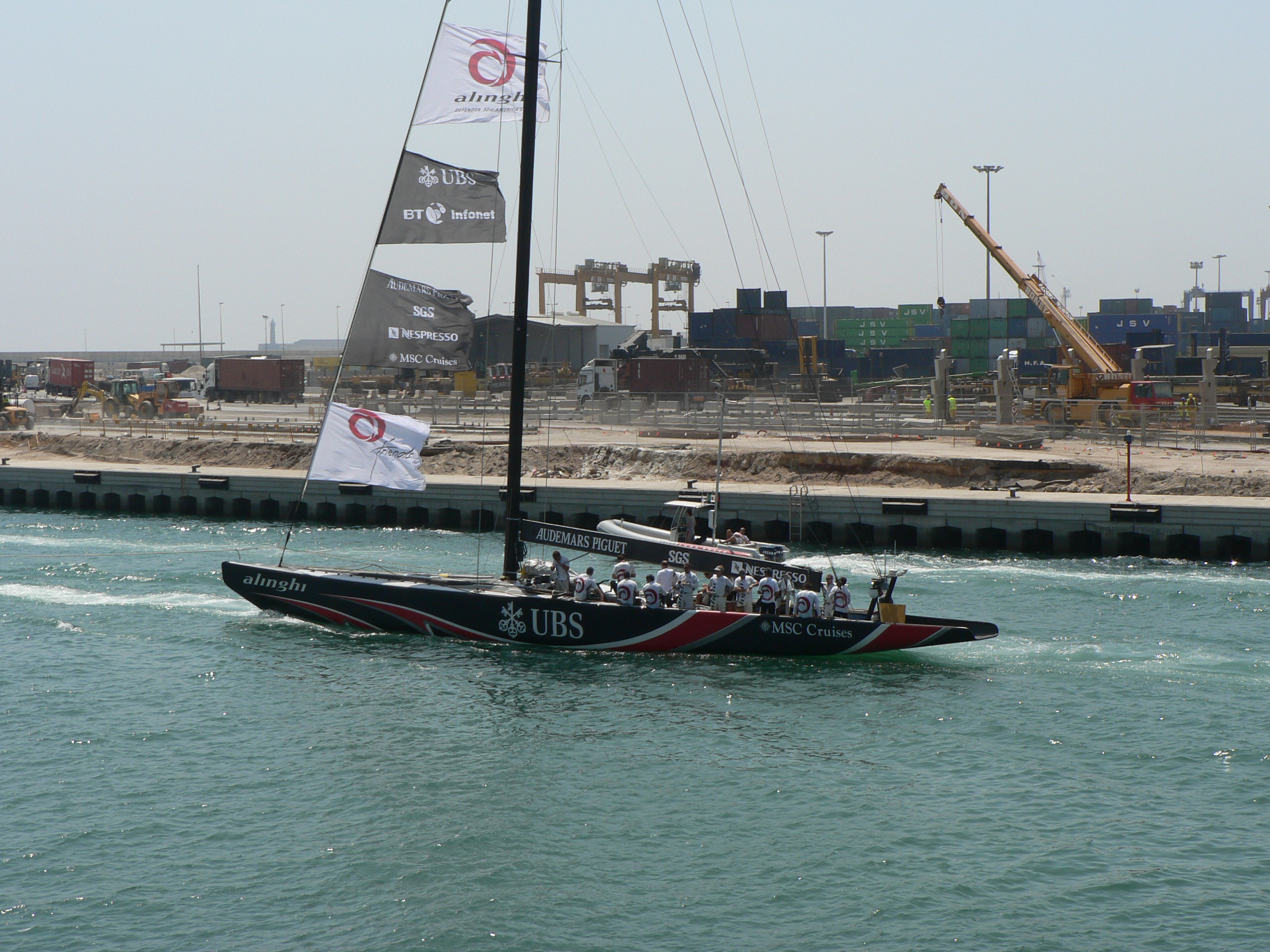
Alinghi 2007

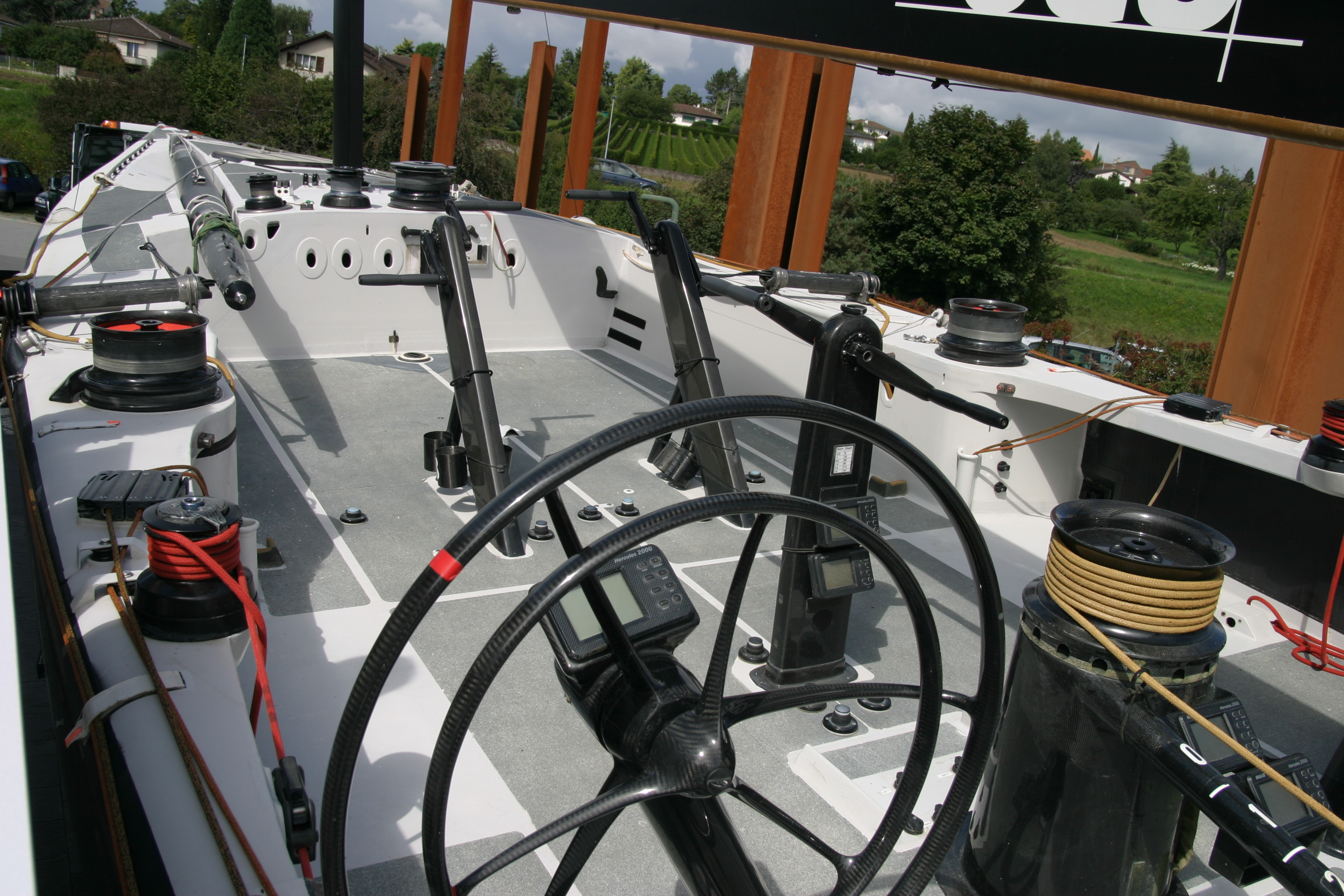
Cockpit und Vorschiff der Alinghi

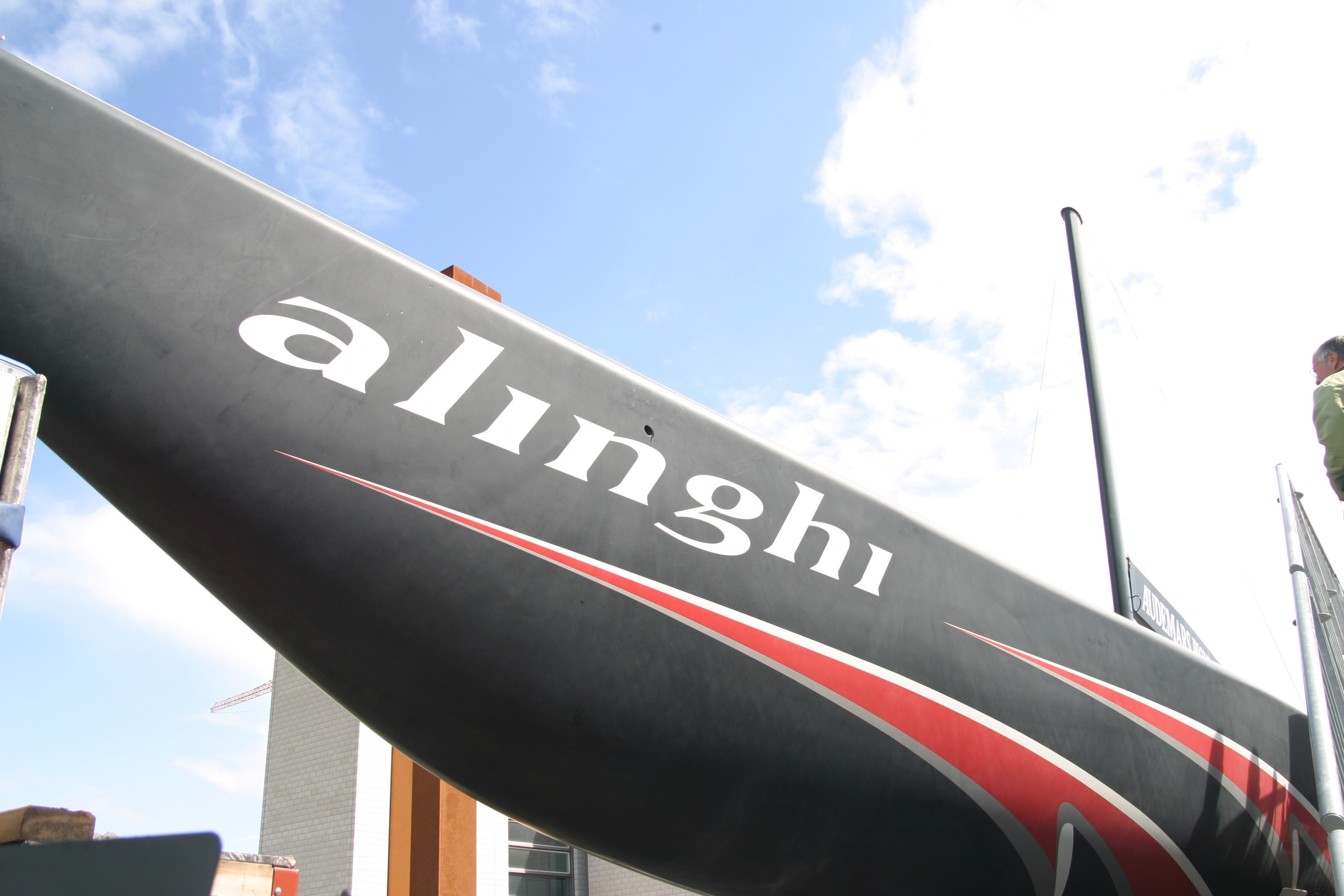
Rumpf der Alinghi

### Die Yacht und das Team
Die Yacht von 2003 wurde in Zusammenarbeit mit der EPFL entworfen. Diese Zusammenarbeit wurde auch auf den America’s Cup von 2007 ausgedehnt. Nach eigenen Angaben gewann das Alinghi-Team auch dank dem äusserst leichten Spinnakerstoff, welcher in Neu St. Johann von der Firma Meyer-Mayor entwickelt und hergestellt wurde. Das spezifische Gewicht des Spinnakers beträgt 27 g/m², was etwa einem Drittel des Gewichtes von Toilettenpapier entspricht.
Bertarelli gelang es, den seinerzeit erfolgreichsten Skipper an Bord zu holen: Russell Coutts, der den America’s Cup schon 1995 und 2000 für Neuseeland gewonnen hatte. Diese Abwerbung rief in Neuseeland Unmut hervor. Zusammen mit Russell Coutts kamen weitere wichtige neuseeländische Segler zum Alinghi-Team wie z. B. der Taktiker Brad Butterworth. Bertarelli selbst war in allen Rennen als Navigator tätig. Sportdirektor war der deutsche Olympiasieger Jochen Schümann.

### Reaktionen auf den Sieg
In der Schweiz führte der Sieg der Alinghi zu einem verbreiteten Publikumsinteresse für den Segelsport, der bis dahin neben anderen Sportarten ein Stiefmütterchendasein gefristet hatte. Das Team Alinghi wurde 2003 mit dem Preis für das Team des Jahres ausgezeichnet.

## Teilnahme 2007

### Austragungsort
Als Titelverteidiger konnte das Team Alinghi den Austragungsort bestimmen. Normalerweise findet das Rennen im Land des Siegers statt. Da die Schweiz aber ein Binnenstaat ist, musste sich ein Komitee der Alinghi für einen geeigneten Standort entscheiden. Die Wahl fiel auf Valencia. Seit Sommer 2004 war das ganze Team dort stationiert und begann mit den Vorbereitungen für die Titelverteidigung.

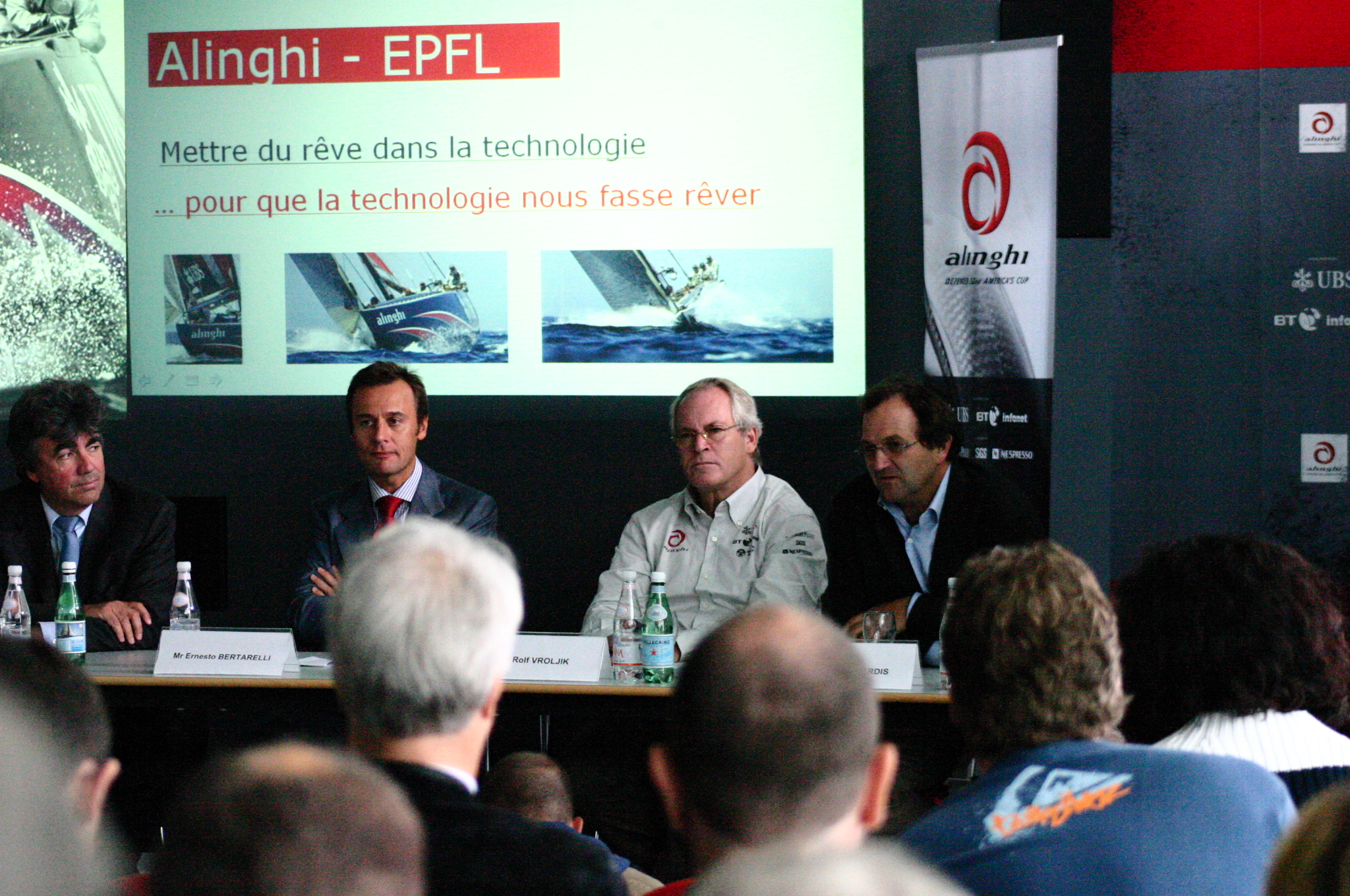
Vorstellung der Alinghi an der EPF Lausanne (2. von rechts: Vrolijk)

### Team
Principal Designer des Teams war der 1946 in Haarlem geborene Holländer Rolf Vrolijk.
Das Team Alinghi entliess am 27. Juli 2004 erzwungenermassen seinen neuseeländischen Skipper Russell Coutts, nachdem kurz zuvor das Reglement des America’s Cup geändert worden war, um ein Antreten von Coutts zu verhindern. Neun Monate später wurde der Streit mit Coutts mit einem kurzen Statement beigelegt.
Dafür wurde das Team später wieder aufgestockt: Am 30. November 2004 konnte die Verpflichtung von Ed Baird als weiterer Steuermann neben Peter Holmberg bekanntgegeben werden. Der Deutsche Jochen Schümann blieb weiterhin Sportdirektor.

### Sieg
Das Team Alinghi verteidigte 2007 seinen Titel erfolgreich und wurde somit Sieger des 32. America’s Cup. Der Sieg zum 5:2 für Alinghi im letzten Finish konnte nur von der Jury ermittelt werden.
Im siebten Rennen der Best-Of-Nine-Serie lag die Alinghi 1000 Meter vor dem Ziel mit knapp 100 Metern in Führung, ehe die Brise von 15 kn (28 km/h) auf 4 kn (7 km/h) zusammenfiel und die Neuseeländer aufgrund besserer Windverhältnisse die Schweizer noch ein- und überholen konnten. Jedoch musste das neuseeländische Team noch den Strafkringel (Penalty) ausführen, den sie sich auf der vorletzten Kreuz eingehandelt hatten. Die Alinghi gewann den Lauf mit einem minimalen Vorsprung von einer Sekunde und errang damit als erstes Team 5 Punkte.

## Teilnahme 2010

### Austragungsort
Nach einigen juristischen Auseinandersetzungen mit dem Herausforderer BMW Oracle Racing wurde der 33. America’s Cup wieder vor Valencia ausgetragen.

### Das Boot
Mit der Alinghi 5 ging ein 30 m langer Katamaran an den Start.

### Ergebnis
Bereits nach der zweiten Runde ging der Gesamtsieg an den Herausforderer BMW Oracle Racing.

## Teilnahme 2024

### Austragungsort
Nach Jahren der Absenz wegen Meinungsverschiedenheiten startet das Team zum 37. America’s Cup in Barcelona wieder.

## Auszeichnungen
2003 und 2007 wurde das Team Alinghi mit dem Preis Schweizer Sportler des Jahres in der Kategorie «Team des Jahres» ausgezeichnet. Am 1. Dezember 2004 wurde das Team zudem mit der «Olympischen Trophäe» ausgezeichnet.

## Fussnoten
1. ↑  Coutts gefeuert. In: yacht.de. 27. Juli 2004, archiviert vom Original am 3. Juli 2007; abgerufen am 13. Juli 2019.
2. ↑  Wenn dieser Kerl seine Aufgabe nicht erfüllen will, haben wir ein Problem. In: yacht.de. 22. Juni 2004, archiviert vom Original am 11. November 2004; abgerufen am 13. Juli 2019.
3. ↑  Streit zwischen Bertarelli und Coutts beigelegt. In: Blick.ch. 24. März 2005, abgerufen am 13. Juli 2019.
4. ↑  Louis Vuitton 37. America’s Cup Barcelona. Website des America’s Cup.